# Christophe Malbranque
Pour les articles homonymes, voir Malbranque.
Christophe Malbranque est un spécialiste en communication français, orienté vers la communication de crise, né le 27 août 1975. Ancien journaliste sportif, il a commenté de 2003 à 2012 les Grands Prix de Formule 1 sur TF1, où il a remplacé Pierre Van Vliet. Il était accompagné au micro par Jacques Laffite et Jean-Louis Moncet.

## Biographie
En 1990, il joue un petit rôle dans le film d'Étienne Chatiliez Tatie Danielle. 
Formé dans une école de journalisme, il commence sa carrière en 1994 en presse écrite. Après la presse écrite, il s'oriente vers la télévision. En 1998, il est journaliste indépendant pour M6 Turbo, Eurosport et Canal+ Horizons. De février 2003 à fin 2012, il est grand reporter à TF1.
En 2013, il se spécialise dans la communication de crise pour diverses entreprises.
D'août 2017 à septembre 2018, il est directeur de la communication pour le Groupe La République en marche à l'Assemblée nationale.
Il est le conseiller en communication du Président de l'Assemblée nationale, Richard Ferrand, de septembre 2018 à décembre 2021.
À partir de 2022, il travaille au service communication de l'entreprise Forvia.